# Ulappasaari
Ulappasaari är en ö i Finland.   Den ligger i den ekonomiska regionen  Nivala-Haapajärvi ekonomiska region  och landskapet Norra Österbotten, i den centrala delen av landet, 400 km norr om huvudstaden Helsingfors.